# Ignaz Ferdinand Arnold
Ignaz Ferdinand Arnold (Ignaz Ernst Ferdinand Cajetan Theodor Arnold; Erfurt, 4 aprile 1774 – Erfurt, 13 ottobre 1812) è stato uno scrittore tedesco.

## Biografia
Conclusi a Erfurt gli studi come dottore in giurisprudenza e filosofia, dopo il matrimonio nel 1800 subì un tracollo nervoso ed ebbe un ricovero in manicomio, dal quale uscì per riprendere gli studi in medicina, tenendo lezioni private. Pubblicò, perlopiù in anonimo, una lunga serie di romanzi d'intrattenimento di genere gotico, spesso a contenuto lascivo, e fu traduttore. Organista del convento delle Orsoline e della chiesa di San Severo di Erfurt, fu autore anche di saggi di storia della musica e di una delle prime biografie di Mozart.